# Asia Kate Dillon
Asia Kate Dillon (Ithaca, 15 de novembro de 1984) é uma personalidade estadunidense que trabalha com atuação, com reconhecimento por sua participação nas séries Orange Is the New Black e Billions, onde interpretou Brandy Epps e Taylor Manson, respectivamente, e no filme John Wick 3: Parabellum, onde interpretou A Juíza.